# 一年余日
『一年餘日』（いちねんよじつ）は、1933年（昭和8年） に発表された山手樹一郎の大衆小説、時代小説である。新漢字表記『一年余日』。それを原作とした1934年（昭和9年）製作・公開、伊丹万作脚本・監督による日本の長篇劇映画、サイレント映画は、『武道大鑑』（ぶどうたいかん）と改題された。『武士大鑑』は誤記。本映画は、同年、昭和九年度キネマ旬報ベストテン第4位を獲得した。

## 略歴・概要
小説『桃太郎侍』を発表していた井口朝二が、初めて「山手樹一郎」名を使用して、週刊誌『サンデー毎日』第十三回大衆文学懸賞募集に応募して佳作に入選、1933年（昭和8年）11月1日発行の同誌に掲載されたのが初出である。以降、井口は「山手樹一郎」をペンネームとする。選者の千葉亀雄は「今度多かった事実小説のなかでの随一の佳作といえる。事実の方が、とてもテキパキと面白くまとまっているため、作者の想像力のやり場の狭いらしかったのが残念。それだけ無駄のない記述のしっかりした点を正直、私は高く買おうと思う」と評した。山手の次作『うぐひす侍』は第十四回大衆文学懸賞で入選を果たした。山手は1939年（昭和14年）、博文館を退社するが、1940年（昭和15年）、『うぐひす侍』の表題で単行本が同社から刊行され、本作『一年餘日』も収録されて初めての書籍となった。
2009年（平成21年）には、神江里見の作画によって劇画化され、小学館から単行本も発売された。

映画化作品『武道大鑑』については、本作が『サンデー毎日』に掲載されたわずか3か月後の翌年1月31日に公開されている。これは、山手作品の史上初の映画化であった。2013年（平成25年）1月現在、東京国立近代美術館フィルムセンターも、マツダ映画社も、映画『武道大鑑』の上映用プリントを所蔵しておらず、現存していないとみなされるフィルムである。

## ビブリオグラフィ
国立国会図書館蔵書による収録書籍の一覧である。
- 『名作小説 うぐひす侍』、博文館、1940年
- 『うぐいす侍』、同光社、1951年
- 『山手樹一郎作品集 第1巻 梅の宿』、同光社磯部書房、1952年
- 『山手樹一郎傑作全集』、同光社磯部書房、1953年
- 『壁すがた』、桃源社、1954年
- 『山手樹一郎短篇小説全集 第1巻』、和同出版社、1955年
- 『五十両の夢』、大日本雄弁会講談社、1956年
- 『山手樹一郎新編作品集 第6 きつね美女』、和同出版社、1956年
- 『土の花嫁』、和同出版社、1958年
- 『財布の命』、光風社、1960年
- 『山手樹一郎全集 第40巻』、講談社、1962年
- 『山手樹一郎作品集 第1巻 腕一本の春』、光風社、1962年
- 『小説倶楽部』第19巻第5号』、桃園書房、1966年4月
- 『山手樹一郎自撰作品集 2 腕一本の春』、光風社書店、1971年
- 『山手樹一郎自選短編小説集 仇討ごよみ』、青樹社、1978年
- 『山手樹一郎短編時代小説全集 1 矢一筋 他12編』、春陽堂書店、1980年
- 『うどん屋剣法 腕一本の春』、光風社出版、1989年
- 『矢一筋 上』、大活字本シリーズ、埼玉福祉会、1998年
- 『山手樹一郎集』、「ポピュラー時代小説 大きな活字で読みやすい本 第4巻」、リブリオ出版、1998年
- 『腕一本の春 花の雨』、光風社文庫、光風社出版、2000年
- 『うぐいす侍』、春陽文庫、春陽堂書店、2005年
- 『武士道小説傑作選 2 武士の本懐』、編細谷正充、ベスト時代文庫、ベストセラーズ、2005年
- 『侍たちの宴 第2巻 一年余日』、作画神江里見、ビッグコミックス、小学館、2009年 - 原作

## 映画
『武道大鑑』（ぶどうたいかん）は、山手樹一郎の小説『一年餘日』を原作とした1934年（昭和9年）製作・公開、伊丹万作脚本・監督による日本の長篇劇映画、サイレント映画である。昭和九年度キネマ旬報ベストテン第4位受賞。

### 略歴・概要
1933年（昭和8年）11月1日発行の『サンデー毎日』に掲載された山手樹一郎の小説『一年餘日』を原作に、伊丹万作が脚本を書き上げ、年をまたいで製作が行なわれて、原作発表後のわずか3か月後の翌年1月31日に早くも公開された。伊丹の前作『渡鳥木曾土産』はそのわずか2週前の同年1月14日に公開されているが、この前作の原作を採用された佐伯清が、その縁で、本作以降の5年間、『巨人傳』までの伊丹の10作品の助監督を務めることになった。日活データベースによれば「東京では『炬火 都会篇』と同時上映された」と記述されており、本作公開におけるメイン館である浅草公園六区・富士館では、『炬火 都会篇』は本作公開の翌日である2月1日から公開されている記録がある。
同年、昭和九年度キネマ旬報ベストテン第4位を獲得、これは、伊丹にとって『國士無双』（第6位、1932年）以来2年ぶりのランクインであり、伊丹の監督作のなかでは次年度の『忠次売出す』（1935年）とタイであり、伊丹にとっては生涯最高位のランクインである。田中純一郎は、木村錦花原作の『研辰の討たれ』（1932年）、長谷川伸原作の『刺青奇偶』（1933年）において「原作の持つ主題を遙かに超えた映畫的表現を示した」と評し、山手樹一郎の原作を得た本作についても「好個の題材を得て、またもや、絕妙の構成を見せた」と評している。伊丹は、同年5月17日に公開された伊藤大輔監督の日活京都撮影所作品『忠臣蔵 刃傷篇 復讐篇』に応援監督として尾崎純とともにクレジットされたのが次作であり、それを最後に片岡千恵蔵プロダクションを退社、新興キネマに移籍しており、本作が同プロダクション在籍時の最後の単独監督作、単独監督作での最後のサイレント映画となった。トーキー作品『戦国奇譚 気まぐれ冠者』（1935年）と同じく『赤西蠣太』（1936年）は、新興キネマからの出向による作品である。
2013年（平成25年）1月現在、東京国立近代美術館フィルムセンターも、マツダ映画社も、映画『武道大鑑』の上映用プリントを所蔵しておらず、現存していないとみなされるフィルムである。

### スタッフ・作品データ
- 監督・脚本 : 伊丹万作
- 原作 : 山手樹一郎
- 撮影 : 石本秀雄
- 助監督 : 佐伯清（ノンクレジット）[3]

- 製作 : 片岡千恵蔵プロダクション
- 上映時間（巻数 / メートル） : 75分（9巻 / 2,052メートル）[7]
- フォーマット : 白黒映画 - スタンダードサイズ（1.37:1） - 24fps - サイレント映画
- 公開日 :  日本 1934年1月31日
- 配給 :  日活
- 初回興行 : 浅草公園六区・富士館
- 同時上映 : 『炬火 都会篇』（監督熊谷久虎、主演夏川静江）[7]
- 昭和九年度キネマ旬報ベストテン第4位

### キャスト
- 片岡千恵蔵 - 小楯弓之助
- 山田五十鈴 - 娘お妙
- 滝沢静子 - 乳母
- 香川良介 - 老僕嘉兵衛
- 尾上華丈 - 鳥山半兵衛
- 林誠之助 - 小山小助
- 葛木香一 - 松浦肥前守
- 成松和一 - 三宅清兵衛
- 三桝豊 - 松浦又兵衛
- 光岡龍三郎 - 島津候
- 阪東国太郎 - 永井兵庫
- 久米譲 - 服部隼人
- 瀬川路三郎 - 渡陣左衛門